# Xã Lee, Quận Aitkin, Minnesota
Xã Lee (tiếng Anh: Lee Township) là một xã thuộc quận Aitkin, tiểu bang Minnesota, Hoa Kỳ. Năm 2010, dân số của xã này là 50 người.